# Особлива точка кривої

Точка повернення або загострення на кривій буде 1-го роду, тому, що гілки по різні боки від півдотичної

Особлива точка кривої — будь-яка точка кривої, яка не є регулярною. Тобто в жодному околі точки не існує регулярної параметризації кривої.
Під цією назвою об'єднуються точки різного типу:
1. вузлові точки(інші мови) — в яких крива сама себе перетинає;
2. ізольовані точки — розташовані окремо від кривої, проте з координатами, які задовольняють рівнянню кривої;
3. точки повернення або загострення — в яких напрям кривої змінюється на обернений; розрізняють точки повернення: 1-го роду і 2-го роду, в залежності від розташування гілок кривої стосовно дотичної;
4. точки самодотику — в яких крива сама до себе дотикається;
5. точки зламу — в яких крива «стрибком» змінює свій напрям причому на відміну від точки повернення дотичні до обох частин кривої в точці зламу різні;
6. точки закінчення — на яких крива обривається;
7. асимптотичні точки — точки, до яких крива наближається на нескінченно малу відстань.
8. точки перегину — точки кривої, в яких змінюється знак кривини.

## Алгебричні криві на площині
Алгебраїчні криві на площині можна визначити як множину точок (x, y), які задовольняють рівняння виду f(x, y)=0, де f — поліноміальна функція f: R2 → R. Якщо f розписати як
{\displaystyle f=a_{0}+b_{0}x+b_{1}y+c_{0}x^{2}+2c_{1}xy+c_{2}y^{2}+\dots \,}
Якщо початок системи координат (0, 0) знаходиться на кривій, тоді a0=0. Якщо b1≠0, то теорема про неявну функцію гарантує існування гладкої функції h, такої, що крива має вигляд y=h(x) біля початку СК. Аналогічно, якщо b 0 ≠ 0, то існує гладка функція k, так що крива може бути записана у вигляді x=k(y) біля початку СК. У будь-якому випадку є гладке відображення з R до площини, яка визначає криву в околі (0, 0). Зауважте, що у точці (0, 0)
{\displaystyle b_{0}={\partial f \over \partial x},\,b_{1}={\partial f \over \partial y},}
тому крива не буде особливою в (0, 0), а саме, вона є регулярною у точці (0, 0), якщо хоча б одна з часткових похідних f не дорівнює нулю. Сингулярні точки — це точки на кривій, де обидві часткові похідні зникають:
{\displaystyle f(x,y)={\partial f \over \partial x}={\partial f \over \partial y}=0.}